# Only Love Survives
Only Love Survives ist ein Dance-Pop-Lied des irischen Sängers, Komponisten, Songwriters und Produzenten Ryan Dolan. Der Song vertrat Irland beim Eurovision Song Contest 2013. Er wurde am 8. Februar 2013 als CD-Single und als Download weltweit veröffentlicht und ist gleichzeitig die Ankündigung für das am 13. Mai 2013 veröffentlichte Album Frequency.

## Musik und Text

### Musik

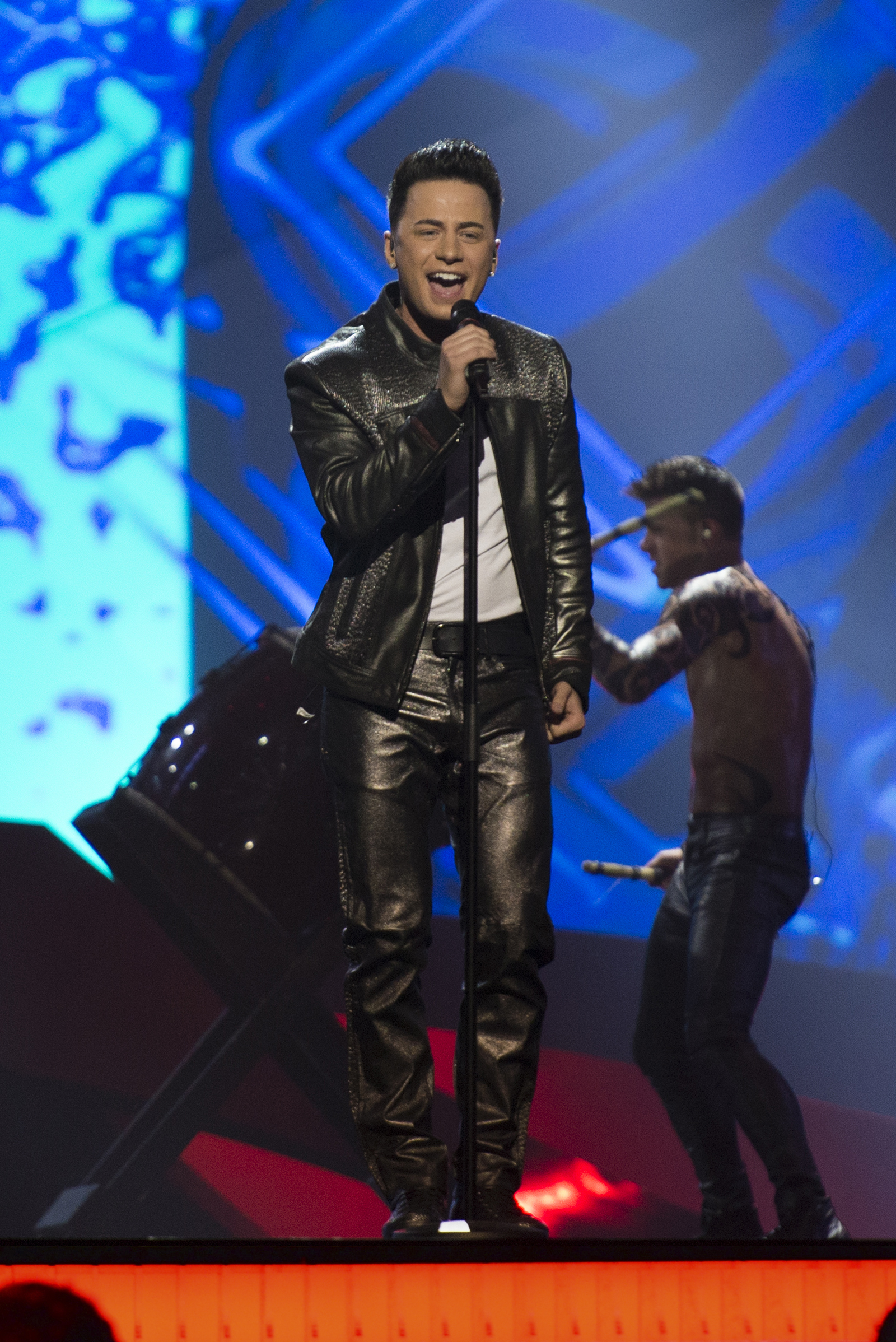
Ryan Dolan im Halbfinale des ESC 2013

Das Lied beginnt mit einem Trommelschlagen. Dann beginnt Ryan mit der ersten Strophe. Zum Ende dieser hört das Schlagen auf und es ist nur noch ein leises Rauschen zum Refrain 1 hören. Daraufhin beginnt er mit dem Refrain 2 und es ist ein Beat mit elektronischen Tönen zu hören Im Hintergrund hört man zwei Background-Sängerinnen. Nach dem Refrain 2 beginnt wieder das Trommelschlagen und Dolan singt die zweite Strophe. Nach dieser hört man wieder Refrain 1 gemischt mit Dubstep-ähnlichen Tönen. Dann beginnt wieder Refrain 2 mit dem elektronischen Tönen, Background-Sängerinnen und zum Ende hin ein erneutes Trommelschlagen.

### Text
In dem Lied geht es hauptsächlich um das Thema Liebe. Ryan singt in der ersten Strophe, dass wir unser Leben mit Angst leben und dass, immer wenn die Sonne untergeht, die alte Welt stirbt und ein neuer Tag geboren wird. Im Refrain 1 fordert er dazu auf, jede Nacht zu leben, als wäre es die letzte Nacht und die ganze Nacht, bis zum ersten Sonnenstrahl, zu tanzen, da am Ende nur die Liebe überleben wird. Der Refrain 2 handelt einzig und allein von dem Wunsch die Liebe sein zu können, weil nur diese am Ende überleben wird und diese deshalb zu seinem Hauptgedanken machen sollte.

### Mitwirkende
Only Love Survives wurde von Ryan Dolan selbst getextet, komponiert und produziert. Als Co-Autor stand ihm der irische Autor Wez Devine bei. Dolan war beim Eurovision Song Contest der Einzige, der mit einem selbst geschriebenen Song antrat.

## Rezeption
Bernadette Hirschfelder vom „NDR-Songcheck“ für den Eurovision Song Contest 2013 beschrieb das Lied als „Ein Liebeslied verpackt in poppige Dance-Rhythmen,“ und rechnete Irland und dem Song eigentlich gute Chancen aus.
Antoine Farugia von Seite „EurovisionFamily.tv“ gab dem Song eine mittelmäßig bis gute Bewertung. Er schrieb:

„[…] Das Lied ist ganz nett, aber ich denke, es ist ein bisschen zu hoch für ihn! Er erreichen nicht alle Noten! Die Performance ist immer dieselbe: Absolut nicht interessant! Musikalisch ist es ein sehr guter Song! […]! • Sänger: 7/10 • Song: 7/10 • Leistung: 5/10 • Erster Eindruck: 6/10 • Gesamt: 6.25/10“

## Titelliste
Standard Edition
| #  | Titel                           | Länge |
| -- | ------------------------------- | ----- |
| 1. | Only Love Survives (Radio Edit) | 3:00  |

Remix-Single
| #  | Titel                                                    | Länge |
| -- | -------------------------------------------------------- | ----- |
| 1. | Only Love Survives (Radio Edit)                          | 3:00  |
| 2. | Only Love Survives (Timothy Allan & Mark Loverush Remix) | 3:37  |
| 3. | Only Love Survives (Zenemy DJz Electro Remix)            | 4:21  |
| 4. | Only Love Survives (Zenemy DJz House Remix)              | 3:34  |

## Musikvideo
Das Offizielle Musikvideo zu Only Love Survives erschien erstmals am 7. Februar 2013. Eine zweite Version erschien am 6. Mai 2013 unter dem Titel European Promo. Mit verschiedenen neuen Spezialeffekten und Lyrics-Passagen im Video. Für die Regie war die Produktionsfirma Zenemy Music zuständig.
Es beginnt mit Ryan Dolan. Er kniet am Boden, die Hände auf seiner Brust und singt die erste Strophe. Dabei hebt er langsam seine Arme und lässt sie zum Beginn des Refrain 1 wieder Fallen. Dann gibt es mehrere Szenenwechsel. In einer steht er mit Sonnenbrille und Lederjacke vor der Kamera. In einer weiteren die sich drehende Erde, Dolan vor einer Art Sternenhimmel und einmal als Schatten vor einem großen verpixelten Herz. Der Refrain 2 beginnt mit dem Lyrics, darauf folgen mehrere Fans die den Text singen und mit ihren Händen ein Herz zeigen. In der zweiten Strophe sieht man erneut ihn vor einem Mikrofon, vor dem großen Herzen oder die Erde. Darauf folgt der 1. Refrain, bei dem man Ryan wieder mit Sonnenbrille oder als Schatten vor mehreren Farbkästen, mit der Erde im Hintergrund sieht. Der Refrain 2 besteht auch wieder aus ihm in verschiedenen Szenen und Fans.

## Eurovision Song Contest

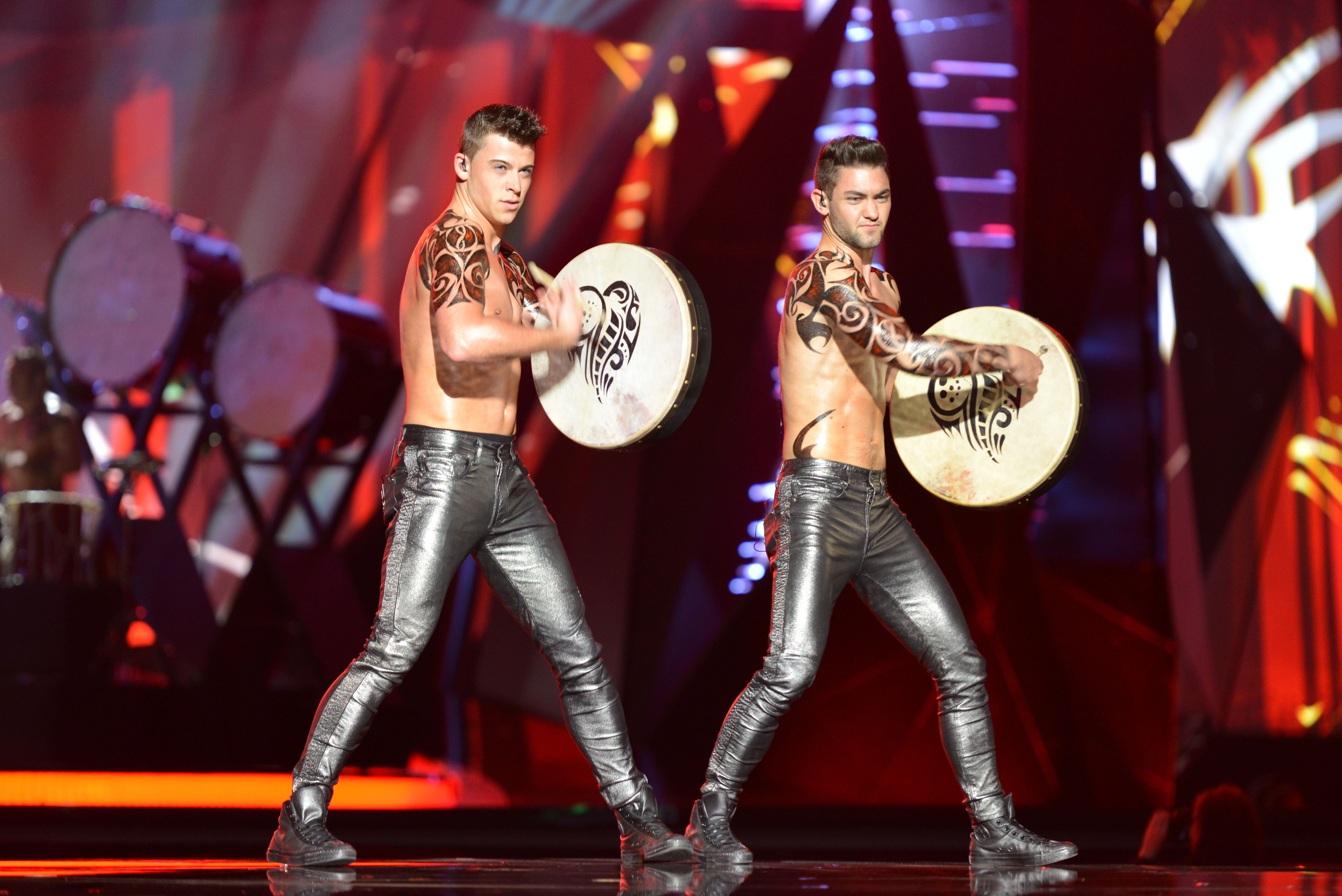
Die Drummer bei Dolans Auftritt beim ESC

Ryan Dolan trat mit Only Love Survives am 14. Mai 2013 im 1. Halbfinale auf. Dort erreichte er den achten Platz und schaffte somit den Sprung in das Finale. Für die Performance stand ihm der Choreograf Stuart O’Connor zur Seite.
Er wurde von vielen Fans und Kritikern, zwar nicht als Favorit, aber dennoch auf einem Platz im oberen Feld gesehen. Ryan Dolan trug den Titel als letzten vor. Neben ihm standen mehrere Männer mit Trommeln auf der Bühne. Der Titel bekam bei der Punktevergabe allerdings nur 5 Punkte von drei Ländern (2 Punkte von Schweden, 2 Punkte von Zypern und einen Punkt von Großbritannien) und belegte in der Endabrechnung den letzten Platz von insgesamt 26 Teilnehmern.
Der Unterhaltungskoordinator des NDR, Thomas Schreiber, sagte, dass Ryan Dolan unter dem wilden Trommelschlagen untergegangen sei.

## Chartplatzierungen
Only Love Survives erreichte in Irland, nach einem Neu-Einstieg nach seinem ESC-Auftritt seine bisherige Höchstplatzierung Platz 13.
| ChartsChartplatzierungen | Höchstplatzierung | Wochen |
| ------------------------ | ----------------- | ------ |
| Irland (IRMA)            | 13 (5 Wo.)        | 5      |